# Un hombre de suerte
Un hombre de suerte es una película estadounidense de 1930 del género de la comedia dirigida por Benito Perojo y protagonizada por Roberto Rey, María Luz Callejo y Valentín Parera. Es una película en lengua española hecha por la compañía de Hollywood Paramount Pictures en sus estudios Joinville de París. Las versiones separadas con destino a diversos países europeos fueron también hechas en francés y sueco. La versión francesa fue titulada "Un Agujero en la Pared".
Es una película perdida.

## Reparto
- Roberto Rey es Luciano Barbosa / Lucas Gómez.
- María Luz Callejo es Urbana.
- Valentín Parera es Castrenese.
- Rosario Pino es Doña Bermudas.
- Carlos San Martín es Don Digno Lesaca.
- Joaquín Carrasco es El jardinero.
- Amelia Muñoz es Isidra.
- Helena D'Algy es Salomé.
- Rosita Díaz Gimeno
- Roberto Iglesias